# قصرنبا
قصرنبا (به عربی: قصرنبا) یک منطقهٔ مسکونی در لبنان است که در استان بقاع واقع شده‌است.

## خصوصیات
قصرنبا ۱٬۲۱۰ متر بالاتر از سطح دریا واقع شده‌است.